# Adam Kozłowiecki
Adam Kozłowiecki S.J., poljski rimskokatoliški duhovnik, škof in kardinal, * 1. april 1911, Huta Komorowska, † 28. september 2007, Lusaka Zambija.

## Življenjepis
24. junija 1937 je prejel duhovniško posvečenje.
4. junija 1955 je bil imenovan za apostolskega vikarja Lusake in za naslovnega škofa Diospolis Inferiorja; 11. septembra istega leta je prejel škofovsko posvečenje.
Med 25. aprilom 1959 in 29. majem 1969 je bil nadškof Lusake. 29. maja 1969 je postal naslovni nadškof Potentia in Piceno.
Med 1970 in 1991 je bil član Kongregacije za evangelizacijo narodov.
21. februarja 1998 je bil povzdignjen v kardinala in imenovan za kardinal-duhovnika S. Andrea al Quirinale.